# Pandemia COVID-19 w Stanach Zjednoczonych
Pandemia COVID-19 w Stanach Zjednoczonych – pandemia zachorowań na ostrą zakaźną chorobę układu oddechowego COVID-19 wywoływaną przez koronawirusa SARS-CoV-2 w Stanach Zjednoczonych. 

## Przebieg pandemii

### 2020
20 stycznia 2020 na terenie Stanów Zjednoczonych został potwierdzony pierwszy przypadek zakażenia wirusem SARS-CoV-2. Zdiagnozowano go u 35-letniego mężczyzny, obywatela Chińskiej Republiki Ludowej, który 5 dni wcześniej wrócił z Wuhan – pierwszego ogniska pandemii. 26 lutego w Kalifornii tego samego roku stwierdzono obecność koronawirusa w ciele pierwszej osoby, która nie podróżowała do zakażonych obszarów, ani nie miała kontaktu z żadnym ze znanych pacjentów.

Wykres przedstawiający liczbę zgonów na COVID-19 w ujęciu tygodniowym

12 marca 2020 prezydent Stanów Zjednoczonych Donald Trump wygłosił orędzie telewizyjne z Gabinetu Owalnego, w którym ogłosił całkowite zawieszenie lotów, rozpoczynające się 13 marca 23:59 czasu wschodniego, pomiędzy Stanami Zjednoczonymi, a krajami członkowskimi Unii Europejskiej (z wyjątkiem Irlandii, pozostającej w Common Travel Area z Wielką Brytanią). 14 marca, w wyniku rozwoju pandemii na terenie tych państw, do rozporządzenia wykonawczego dołączono również Irlandię i Wielką Brytanię. W swoim orędziu prezydent Trump poinformował, że zawieszenie potrwa 30 dni, aczkolwiek wydane rozporządzenie nie zawiera daty kończącej blokadę.
Do 7 kwietnia 2020 odnotowano łącznie ponad 368 tys. przypadków zakażeń koronawirusem oraz ponad 10 900 zgonów. 28 kwietnia potwierdzono milion zakażeń.
Do 14 lipca 2020 wykryto od początku pandemii łącznie 3 431 574 zakażeń koronawirusem SARS-CoV-2 i doszło do 136 466 zgonów z powodu COVID-19. Tego dnia odnotowano kolejny rekord dzienny wykrytych przypadków – 67 417 i zmarło w ciągu doby kolejnych 900 osób.
2 października 2020 Donald Trump poinformował, że on i jego żona Melania Trump są zakażeni koronawirusem SARS-CoV-2. Prawdopodobnie zarazili się od doradczyni Trumpa Hope Hicks. Bloomberg News podał, że również niektórzy pracownicy Białego Domu, którzy mieli kontakt z Hicks, są zakażeni SARS-CoV-2.
5 listopada 2020 Stany Zjednoczone stały się pierwszym krajem na świecie, w którym wykryto ponad 100 tysięcy zakażeń wirusem SARS-CoV-2 w ciągu doby. Tego dnia zanotowano 102 831 nowych przypadków.
2 grudnia 2020 w USA zanotowano rekordową liczbę zgonów osób chorych na COVID-19. Tego dnia z powodu zakażenia koronawirusem zmarło 3 157 osób. Poprzedni rekord dzienny zgonów chorych na COVID-19 odnotowano 15 kwietnia (2 603). Również 2 grudnia liczba osób hospitalizowanych z powodu COVID-19 po raz pierwszy przekroczyła 100 tysięcy.
14 grudnia 2020 w Stanach Zjednoczonych liczba ofiar śmiertelnych COVID-19 przekroczyła 300 tysięcy (więcej niż Amerykanów poległych w czasie walk podczas II wojny światowej). Tego samego dnia pierwsza osoba w USA przyjęła szczepionkę na COVID-19.

### 2021
12 stycznia 2021 w USA zanotowano kolejny dobowy rekord zgonów. Tego dnia z powodu COVID-19 zmarło 4 327 osób. Również trzeci, czwarty i piąty co do wielkości dobowy bilans zgonów chorych na COVID-19 odnotowano tam w styczniu 2021. Liczba zakażeń wirusem SARS-CoV-2 do tego dnia wyniosła w Stanach Zjednoczonych 22 835 071 przypadków, co stanowiło prawie jedną czwartą (24,94%) zakażeń wykrytych na świecie.
22 lutego 2021 prezydent Joe Biden i wiceprezydent Kamala Harris w czasie uroczystości w Białym Domu uczcili pamięć 500 000 ofiar śmiertelnych COVID-19 w Stanach Zjednoczonych. Przed uroczystością Biden stwierdził, że liczba zgonów chorych na COVID-19 w USA przekroczyła łączną liczbę ofiar śmiertelnych obu wojen światowych i wojny w Wietnamie.
18 marca 2021 Joe Biden ogłosił, że jego plan podania Amerykanom 100 mln szczepionek przez pierwszych 100 dni jego kadencji został zrealizowany w ciągu 58 dni. Do tego dnia w USA wykonano 115 730 730 szczepień na COVID-19 (szczepienia rozpoczęto 14 grudnia 2020, jeszcze w czasie prezydentury Donalda Trumpa).
4 maja 2021 Joe Biden ogłosił nowy cel, zgodnie z którym 70% wszystkich dorosłych w USA otrzyma co najmniej jedną szczepionkę przeciwko COVID-19 do 4 lipca, a także kroki mające na celu zaszczepienie nastolatków i obywateli USA mieszkających w trudno dostępnych regionach. Kraj ostatecznie nie osiągnął tego celu, a tylko 67% całej dorosłej populacji zostało zaszczepionych do 4 lipca. Badanie przeprowadzone 6 maja przez Institute for Health Metrics and Evaluation oszacowało, że prawdziwa liczba ofiar śmiertelnych COVID-19 w Stanach Zjednoczonych wyniosła ponad 900 000 osób.
13 maja 2021 Centers for Disease Control and Prevention (CDC) zmieniło swoje wytyczne i stwierdziło, że osoby w pełni zaszczepione nie muszą nosić masek w większości sytuacji. Niektóre stany wkrótce potem zniosły obowiązek noszenia masek, podczas gdy inne utrzymały go. Centers for Disease Control and Prevention było krytykowane za zamieszanie wynikające z ogłoszenia zniesienia, ponieważ nie zniosło ono istniejących mandatów stanowych i lokalnych. Wytyczne nie usunęły również federalnego mandatu dotyczącego masek w transporcie publicznym. 15 czerwca w Stanach Zjednoczonych odnotowano 600 000 zgonów, chociaż dzienna liczba zgonów zaczęła spadać po wprowadzeniu programu szczepień. Do czerwca 2021 liczba przypadków COVID-19 ponownie wzrosła, zwłaszcza w Arkansas, Nevadzie, Missouri i Wyoming. Wzrost przypisano wariantowi Delta. Według danych CDC, do 7 lipca wariant Delta przewyższył wariant Alpha i stał się dominującym szczepem COVID-19 w USA. Do sierpnia wariant Delta odpowiadał za 99% wszystkich przypadków zakażeń. Stwierdzono również, że podwaja ryzyko hospitalizacji osób jeszcze nieszczepionych.
1 sierpnia 2021 liczba zakażeń przekroczyła 35 milionów. Do 20 września 2021 w wyniku COVID-19 zmarło ponad 675 000 Amerykanów, czyli szacunkową liczbę zgonów Amerykanów spowodowanych grypą hiszpanką w 1918. COVID-19 stał się najbardziej śmiertelną pandemią układu oddechowego w historii USA. 26 listopada Joe Biden ogłosił, że Stany Zjednoczone ograniczą podróże z Południowej Afryki i siedmiu innych krajów afrykańskich ze względu na obawy związane z nowym wariantem zwanym Omicron. 1 grudnia w stanie Kalifornia potwierdzono przypadki tego wariantu w USA.

### 2022
3 stycznia 2022 odnotowano 1 mln 82 tys. 549 przypadków zachorowań, co było najwyższą do tej pory liczbą zachorowań jednego dnia.
W styczniu decyzją Sądu Najwyższego USA zawieszono (do czasu rozpatrzenia sprawy przez sądy niższych instancji) nałożony przez agencję bezpieczeństwa i higieny pracy OSHA obowiązek szczepień lub przechodzenia cotygodniowych testów przez pracowników pracowników firm zatrudniających powyżej 100 osób. Jednocześnie utrzymano w mocy nakaz szczepień dla pracowników placówek medycznych.
W lutym zniesiono wymóg noszenia maseczek w większości zamkniętych przestrzeni publicznych w stanie Nowy Jorku. Podobne decyzje podjęto też niektórych innych stanach.
W kwietniu telewizja CNN poinformowała, że w związku ze spadkiem liczby zachorowań na COVID-19 wiele punktów testowych zamknęło swoje podwoje.
W czerwcu zakończono proces zatwierdzania szczepień dzieci poniżej 5. roku życia.
W październiku nowe warianty BQ.1 i BQ.1.1 dominującego BA.5 wydawały się szybko rozprzestrzeniać, ale stanowiły one tylko niewielką część ogólnych wariantów. Chociaż wariant XBB budził niepokój na arenie światowej, był rzadki w USA.

### 2023
11 stycznia 2023 administracja Bidena zdecydowała o wznowieniu stanu zagrożenia zdrowia publicznego w związku z zimowym wzrostem przypadków związanych z wysoce zakaźnymi wariantami podrzędnymi Omicron.
W kwietniu prezydent Biden odwołał stan zagrożenia epidemicznego. Od 11 maja 2023 koszty testów, szczepień i leczenia zostały przerzucone z administracji federalnej na ubezpieczycieli. 25 września 2023, w związku z hospitalizacjami przekraczającymi 20 000 po raz pierwszy od zakończenia stanu zagrożenia, rząd federalny ponownie uruchomił krajowy program bezpłatnych testów COVID-19, umożliwiając dostarczenie czterech bezpłatnych testów COVID-19 na adres pocztowy.